# 胡大成
胡大成（1566年—？年），號澹源，江西瑞州府新昌縣（今宜豐縣）人，明朝政治人物。

## 生平
萬曆十年（1592年）壬午科江西鄉試舉人，萬曆二十年（1602年）壬辰科第二甲第八名進士。兵部觀政，六月授河南陳州知州，二十三年補四川潼川州知州。二十六年拾遺。

## 家族
曾祖胡將立。祖父胡日南，监生。父胡维垣。